# 黔狗舌草
黔狗舌草（学名：Tephroseris pseudosonchus）为菊科狗舌草属的植物，为中国的特有植物。分布在中国大陆的湖南、贵州、湖北、山西等地，生长于海拔300米至400米的地区，一般生长在溪边及潮湿草地，目前尚未由人工引种栽培。

## 别名
朝阳花（榕江）、抱茎狗舌草（黄土高原植物志）

## 异名
- Senecio pseudosonchus Van.